# Ibero-América

Mapa da Ibero-América, em espanhol

Ibero-América (em castelhano: Iberoamérica) ou América Ibérica é uma região do continente americano que compreende os países ou territórios onde o português ou espanhol são as línguas predominantes, geralmente antigos territórios do Império Português e Espanhol.

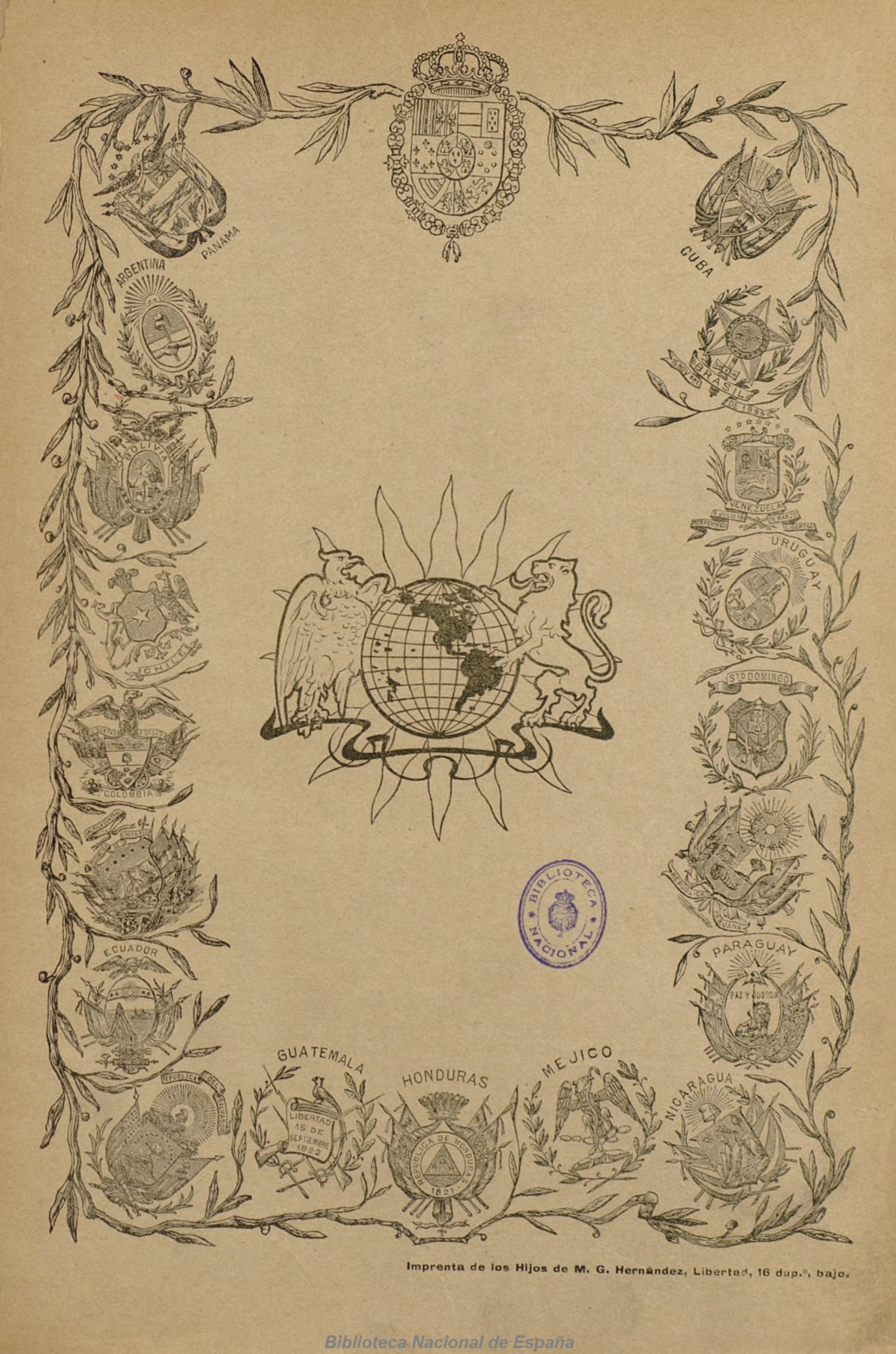
Heráldica Ibero-Americana, (Revista Unión Ibero-Americana, 1906).

Portugal e Espanha são, eles próprios, incluídos nalgumas definições, tais como as da Conferência Ibero-americana e da Organização dos Estados Ibero-americanos (OEI). Esta inclui, também, a Guiné Equatorial, um país da África Central que tem o espanhol como língua oficial, mas não os países africanos de língua portuguesa.
O prefixo ibero- e o adjetivo ibérica referem-se à Península Ibérica na Europa, que inclui Andorra, Portugal e Espanha. A Ibero-América inclui todos os países de língua espanhola na América do Norte, Central e do Sul, além do único país lusófono da região, o Brasil. A Ibero-América é diferenciada da América Latina pela exclusão do Haiti, dos departamentos ultramarinos franceses da Guiana Francesa, Martinica e Guadalupe e das coletividades francesas de São Martinho e São Bartolomeu, todas regiões francófonas.
Desde 1991, a Comunidade Ibero-americana de Nações organiza uma reunião anual, a Cúpula Ibero-Americana de Chefes de Estado e de Governo dos Países Ibero-americanos, que inclui Portugal, Espanha e Andorra.

## Geografia
Apesar de um pequeno território do sul de França e a colónia britânica de Gibraltar estarem geograficamente na Península Ibérica, nem a França, nem Gibraltar fazem parte da Ibero-América. A quase totalidade do estado francês está fora da Península, excetuando a comarca da Alta Sardanha e além disso, este país faz parte do mundo francófono com as suas antigas colónias na América: Haiti e Canadá (Quebec e Acádia), e na África, Ásia e Oceania. A lista abaixo apresenta a relação dos países convencionalmente inseridos na região, cuja representação cartográfica está feita no mapa acima.
- Hispanófonos: (430.567.462 falantes)

 Argentina 42.669.500
 Bolívia 10.556.102
 Chile 17.772.871
 Colômbia 47.425.437
 Costa Rica 4.586.353
 Cuba 11.167.325
 Equador 15.223.680
 El Salvador 6.134.000
 Espanha 46.704.314
 Guatemala 15.806.675
 Honduras 8.249.574
 México 118.395.054
 Nicarágua 6.071.045
 Panamá 3.608.431
 Paraguai 6.800.284
 Peru 30.814.175
 Porto Rico 3.667.084
 República Dominicana 9.445.281
 Uruguai 3.324.460
 Venezuela 28.946.101
- Lusófonos: (211.520.003 falantes)

 Brasil 201.032.714
 Portugal 10.487.289